# Made in Heaven (singl)
"Made in Heaven" je samostalni singl britanskog pjevača rock sastava "Queen" Freddieja Mercuryja, koji je i napisao pjesmu. Singl je izdan 1. srpnja 1985. Na "B" strani nalazi se "She Blows Hot & Cold". 
Pjesma se nalazi na Mercuryjevom albumu "Mr. Bad Guy" iz 1985. godine, koji se i trebao zvati "Made in Heaven", no sam Mercury se predomislio samo nekoliko dana prije izdavanja i promijenio je ime u "Mr. Bad Guy". Ipak, sastav "Queen" odlučio je uzeti ime "Made in Heaven" za svoj posljednji album, koji je izdan 6. studenog 1995. godine, 4 godine nakon smrti pjevača Mercuryja. Na tom albumu se nalazi pjesma "Made in Heaven" u trajanju 5:25 koja je obrađena od strane članova sastava.

## Vanjske poveznice
- Tekst pjesme "Made in Heaven"  Arhivirana inačica izvorne stranice od 21. ožujka 2009. (Wayback Machine)